# Jeff Lines
Jeff Lines (1980) è un ex sciatore alpino canadese.

## Biografia
Lines, attivo dal novembre del 1995, in Nor-Am Cup esordì 6 dicembre dello stesso anno a Lake Louise in discesa libera (33º), ottenne l'unico podio l'11 marzo 1999 a Georgian Peaks in slalom speciale (2º) e prese per l'ultima volta il via il 17 marzo 2000 a Rossland in slalom gigante, senza completare la prova. Si ritirò al termine della stagione 2000-2001 e la sua ultima gara fu uno slalom speciale FIS disputato l'8 aprile a Mammoth Mountain; non debuttò in Coppa del Mondo né prese parte a rassegne olimpiche o iridate.

## Palmarès

### Nor-Am Cup
- Miglior piazzamento in classifica generale: 127º nel 1999 e nel 2000
- 1 podio:
  - 1 secondo posto